# Jean de La Gessée
Jean Gesse, dit Jean de La Gessée (ou Jessée), né à Mauvezin en Gascogne vers 1550 et mort vers 1600, est un poète, historien et généalogiste français. Il fut secrétaire du Duc d'Alençon. Les historiens de la littérature n'ont en général pas fait grand cas de son talent poétique. Charles Lenient dit, à propos du genre ode-satire, que La Gessée inventa : « Ce galimatias […] alla rejoindre […] les chimères dont le 16e siècle fut le berceau et le tombeau. » Robert Sabatier juge La Gessée « prosaïque et conventionnel » mais concède que, parfois, il « étonne brusquement par la hardiesse de ses trouvailles. » Guy Demerson, dans l'Introduction à sa réédition des Jeunesses, exprime le souhait qu'on lise ces œuvres « sans les préjugés d'un regard obscurci par la tradition critique ».

## Publications
- Exécration sur les infracteurs de la paix, œuvre extrait du second livre des poëmes de l'auteur, 1572
- La Rochelléide, contenant un nouveau discours sur la ville de la Rochelle, suivant les choses plus mémorables avenues en icelle, et au camp du Roi, depuis le commencement du siège jusqu'à la fin du mois de mars dernier, avec une louange des princes, grands seigneurs, et chefs de l'armée, 1573
- Le Tombeau de très noble et très excellent prince Claude de Lorraine, duc d'Aumale et pair de France, occis devant la Rochelle en ce mois de mars 1573, plus l'Épitaphe du mesme en diverses formes de vers latins gesséiens nouvellement inventés par le même auteur, 1573 Texte en ligne
- Nouveau discours sur le siège de Sanserre, depuis le commencement qu'il fut planté devant la ville au mois de janvier 1573, jusques à présent, le camp du Roy estant encores aux environs d'icelle, plus une complainte de la France, en forme de chanson, 1573
- La Grasinde de Jean de La Gessée, précédé d'un sonnet dédié à Monsieur, d'un dialogue, et suivi d'une Remonstrance à Pierre de Ronsard, 1578 Texte en ligne
- Discours du temps, de fortune et de la mort, 1579 Texte en ligne
- Traicté sur les genealogies, alliances et faicts illustres de la maison de Montmorancy, 1579
- Les Odes-Satyres et quelques sonets de Jean de La Gessée. À la royne de Navarre, 1579 Texte en ligne
- Discours sur la venue et honorable réception de Monsieur, fils & frere de roy, duc de Brabant, marquis du S. Empire, duc d'Anjou, &c. és païs bas, 1582
- La Flandre à Monseigneur, plus XIIII sonnetz françoys et quelques vers latins, 1582
- Les Premieres Œuvres françoyses de Jean de la Jessée, 3 volumes, 1583 Texte en ligne : 1. Les Jeunesses 2. Les Meslanges 3. Les Amours. La Sévère. La Grasinde. Les Discours poétiques
- Larmes et regretz sur la maladie et trespas de Mgr François de France, filz et frère de roys, plus quelques lettres funèbres, 1584 Texte en ligne
- La Philosophie morale et civile du sieur de La Jessée, 1595 Texte en ligne
- Relations du siège de Sancerre en 1573, par Jean de La Gessée et Jean de Lery, conformes aux éditions originales ; suivies de diverses pièces historiques relatives à la même ville, 1842

## Édition critique
- Jean de la Gessée, Les Jeunesses, édition critique publiée par Guy Demerson, avec une biographie et une bibliographie par J.-Ph. Labrousse ; Paris, Société des Textes français modernes, 1991.